# Ujts
Ujts (armeniska: Ույծ) är en ort i Siunik i Armenien. Den hade 396 invånare år 2011.